# 襄汾尾矿库溃坝事故
襄汾尾矿库溃坝事故是2008年9月8日中国山西省襄汾县新塔矿业有限公司塔儿山铁矿发生的一起溃坝事故，一座尾矿库倾泄出来的共26.8万立方米的带矿渣的泥水波及下游500米处的矿区办公室、集贸市场与民宅等，造成严重的人员伤亡。据官方统计，最终死亡277人，失踪4人，受伤33人，直接经济损失9619万元。事件導致山西省省長孟學農在9月14日引咎辭職。

## 各方反应
2008年9月11日，加拿大自由党领袖斯特凡·迪翁向受灾群众表示慰问。

## 事后追责
新塔矿业有限公司尾矿库其实是王国正任期内留下的。2008年9月14日召开的山西省第十一届人民代表大会常务委员会第五次会议上，因中央对襄汾尾矿库溃坝事故进行了人事调动，认为山西省省长孟学农和分管安全工作的张建民均有责任。其中任命王君为山西省副省长、代省长，同时接管省内安全工作和省内领导工作；同意接受孟学农引咎辞去山西省省长的请求，免去张建民山西省副省长职务。
2010年9月30日，山西太原、临汾等地法院宣判结果：
- 新塔矿业公司董事长张佩亮犯非法买卖爆炸物罪、重大劳动安全事故罪、非法采矿罪、逃税罪、行贿罪，数罪并罚，被判处死刑，缓期两年执行，剥夺政治权利终身，并处罚金5000万元及没收财产3000万元；
- 山西省运城市公安局原局长段波犯受贿罪，判处无期徒刑，剥夺政治权利终身，并处没收个人全部财产；
- 临汾市原副市长周杰犯受贿罪，判处有期徒刑12年；
- 山西省国土资源厅原党组成员、总工程师刘书勇犯滥用职权罪，判处有期徒刑5年；
- 山西省安监局原副局长苏保生犯玩忽职守罪，判处有期徒刑两年，缓刑两年；
- 山西省临汾市政府原市长助理张德英犯受贿罪，判处有期徒刑11年；
- 山西省吉县原县委书记张金凤犯受贿罪，判处有期徒刑13年；
- 山西省安全生产监督管理局监管一处原处长闫瑞峰犯玩忽职守罪、受贿罪、巨额财产来源不明罪，数罪并罚，决定执行有期徒刑7年。其所得及不能说明合法来源的财产予以没收，上缴国库。[5]